# Накип (камінь)
На́кип — шар твердих ущільнених і зміцнених відкладень, який утворився з часом із нерозчинних у воді солей твердої води, що відкладаються на тепло- або масообмінній поверхнях, які постійно утворюються в результаті контакту поверхні нагріву з водою і в умовах змін температури і концентрації мінеральних солей або їх іонів у вигляді твердого осаду.
Утворення накипу на теплообмінних поверхнях є однією з головних проблем теплоенергетики. Навіть доля міліметра шару накипу призводить до погіршення процесу теплопередачі, збільшення питомої витрати кількості тепла, енергоносіїв, електроенергії.
З утворенням накипу на внутрішній поверхні труб збільшується температура зовнішньої поверхні обігріваного металу, через низьку теплопровідність накипу. Таким чином, накип сприяє підвищенню температури металу труб та перевитраті енергоносіїв.
Товщина відкладень в 1-2 мм вважається значною. Допустима величина інтенсивності відкладень для теплофікаційних систем становить 0,11 г/м²{\displaystyle \times }год.
Утворення на внутрішній поверхні котла шару накипу товщиною всього 1 мм спричиняє перевитрату палива на 5-8 %. Шар накипу товщиною 3 мм поглинає 25 % теплової енергії. З часом, при значнішому відкладенні накипу втрати потужності можуть становити 70 %.